# Sint-Hubertuskerk (Ramsel)

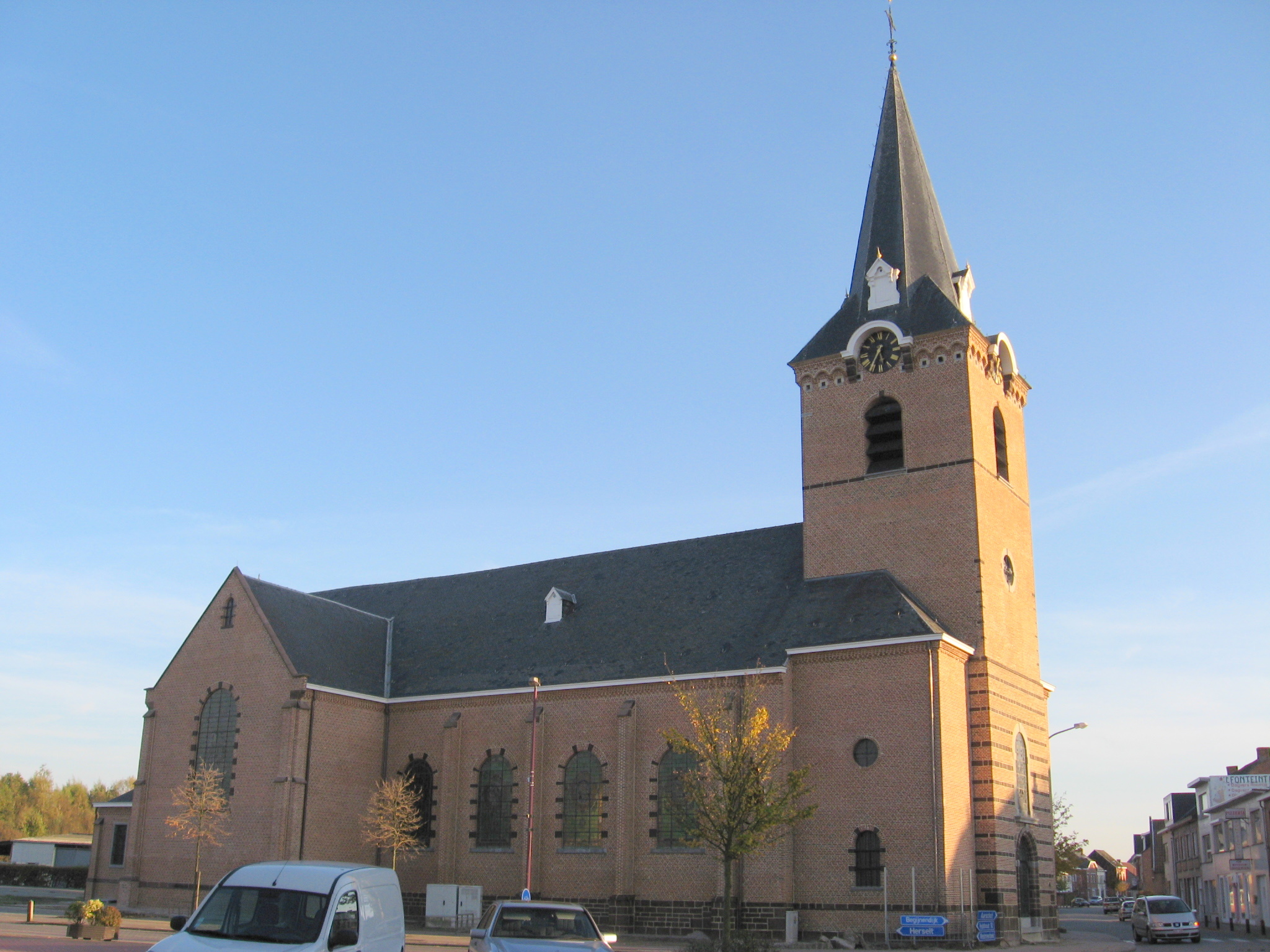
Sint-Hubertuskerk

De Sint-Hubertuskerk is de parochiekerk van de tot de Antwerpse gemeente Herselt behorende plaats Ramsel, gelegen aan de G. Vandenheuvelstraat 2.

## Geschiedenis
Ramsel behoorde aanvankelijk tot de Sint-Lambertusparochie van Westerlo. In 1541 werd voor het eerst melding gemaakt van een kapel met de status van quarta capella. In 1788 werd deze kapel gesloopt en 1789-1791 werd een nieuwe, grotere, kapel gebouwd.
In 1842 werd de kapel verheven tot parochiekerk. In 1887 werd de kerk vergroot naar ontwerp van Pieter Jozef Taeymans. Er was in een transept en een nieuw koor voorzien, maar een brand in schip en toren maakte ook de gedeeltelijke wederopbouw van deze onderdelen noodzakelijk. In 1889 waren de werken gereed, maar inwijding vond pas plaats in 1891.

## Gebouw
Het betreft een eenbeukige bakstenen kerk met transept, driezijdig afgesloten koor en ingebouwde westtoren. De toren heeft drie geledingen en een ingesnoerde naaldspits. De onderbouw is 16e eeuw en heeft banden van ijzerzandsteen. Het gebouw heeft rondbogige vensters en is eclectisch van stijl.

## Interieur
Het interieur wordt overkluisd door een gedrukt tongewelf.
De kerk bezit twee 18e-eeuwse schilderijen en wel een Marteldood van Sint-Sebastiaan en een Tenhemelopneming van Maria. Een beeld in gepolychromeerd hout van Sint-Antonius abt is 16e-eeuws of ouder.
Het hoofdaltaar is uit het midden van de 19e eeuw in neorenaissancestijl. De zijaltaren zijn 17e-eeuws en in barokstijl. Ze werden na de brand van 1887 geschonken door de abdij van Tongerlo en zijn afkomstig uit de kerk van Westerlo. Het noordelijke zijaltaar is gewijd aan Onze-Lieve-Vrouw, het zuidelijke aan Sint-Sebastiaan. Ander meubilair is hoofdzakelijk 19e-eeuws.